# قائمة الأوسمة في الكويت
الأوسمة والأنواط والميداليات في الكويت تتضمن مجموعة من الجوائز الرسمية التي تمنحها دولة الكويت تقديرًا للإنجازات الوطنية والخدمة العسكرية والمدنية. وقد أُنشئت بعض هذه الأوسمة بعد استقلال الكويت عام 1961، بينما أضيفت أخرى في فترات لاحقة.

## الأوسمة والأنواط
| صورة                                                                                  | الوسام / الميدالية      | الوصف                                                                                               | التاريخ                 |
| ------------------------------------------------------------------------------------- | ----------------------- | --------------------------------------------------------------------------------------------------- | ----------------------- |
|                                                                                       | وسام مبارك الكبير       | أرفع وسام في البلاد. أُعيد تصميم الشارة سنة 1992. يُمنح في درجتين، حيث تُمنح القلادة لرؤساء الدول فقط. | 1974 (أُعيد تصميمه 1992) |
|                                                                                       | وسام الكويت             | يُمنح في ست درجات، حيث تُخصص الدرجة العليا للأمراء أو رؤساء الحكومات.                                 | 1974                    |
|                                                                                       | وسام الدفاع الوطني      | أُنشئ سنة 1962 لتكريم الخدمة العسكرية الطويلة والمتميزة.                                             | 1962                    |
|                                                                                       | وسام الواجب العسكري     | أُنشئ سنة 1962 لتكريم الشجاعة والخدمة الجيدة.                                                        | 1962                    |
| وسام تحرير الكويت (الدرجة الخامسة) · وسام تحرير الكويت (الدرجة الخامسة)، الوجه الخلفي | وسام التحرير            | أُنشئ سنة 1993 لتكريم خدمات العسكريين الكويتيين والحلفاء أثناء حرب تحرير الكويت. يُمنح في خمس درجات.  | 1993                    |
|                                                                                       | ميدالية الخدمة العسكرية | ميدالية تُمنح تكريمًا لفترات الخدمة في القوات المسلحة.                                                |                         |
|                                                                                       | وسام المجلس             | ميدالية تُمنح من مجلس الأمة الكويتي تقديرًا للخدمات الوطنية.                                          |                         |